# Elisabet (musikalbum)
Elisabet är ett musikalbum av Eldkvarn som de gav ut 1974 under sitt ursprungliga gruppnamn Piska mig hårt.
Med hjälp av Blå Tåget fick Eldkvarn chansen att debutera in på MNW. LP:n spelades in under våren 1974. Gruppens namn gjorde att skivan inte fick vidare bra kritik och det tog fem år innan de 1000 exemplar som tryckts hade sålt slut. Skivan finns inte utgiven på cd, men finns på Spotify. 
Musikaliskt var Piska mig hårt inspirerade av artrock (särskilt The Velvet Underground) och texterna är ofta dunkla och ångestladdade. 
Karaktären Elisabet återkommer i ett par låtar på skivan och kanske hade man tänkt göra en konceptskiva. Ett genomgående tema är förvirrade människor i storstaden. 

## Låtlista
Alla låtar är skrivna och komponerade av Plura Jonsson om inget annat anges. 
| Nr | Titel               | Kompositör | Notering          | Längd |
| -- | ------------------- | ---------- | ----------------- | ----- |
| 1. | Bussen till Kina    |            |                   | 6:01  |
| 2. | Elisabet            |            |                   | 5:04  |
| 3. | Bilder på väggen    |            |                   | 4:28  |
| 4. | När du reser dig    |            | Sång: Tony Thorén | 5:45  |
| 5. | Mig kan man lita på |            |                   | 3:30  |
| 6. | Trollkarlen         |            |                   | 4:46  |
| 7. | Elfte budet         |            |                   | 6:16  |
| 8. | Pa-Pa Paris         |            |                   | 3:42  |

## Medverkande
- Tony Thorén - Bas, sång på "När du reser dig"
- Curt-Åke Stefan - Gitarr, piano, orgel
- Plura Jonsson - Gitarr, sång
- Carla Jonsson - Trummor, gitarr